# 日之出 (福井市)
日之出（ひので）は福井県福井市の町名。現行行政地名は日之出一丁目から日之出五丁目。全域で住居表示を実施している。郵便番号は910-0859。

## 地理
足羽川の中流域、福井市の中央部に位置している。不死鳥ブロックに属する。町域の北方には志比口、南方には手寄、東方には四ツ井、松城町、城東、西方には北陸本線及びえちぜん鉄道勝山永平寺線を挟んで大手、宝永、中央がそれぞれ接している。
東端には福井県道179号淵上志比口線が南北に通っており、南端には福井県道228号福井停車場勝見線が通っている。また、中央部には福井県道114号吉野福井線が東西に横断している。
中央部には福井市日之出小学校が所在しており、東端部には新福井駅、東南部には福井駅の東口が所在している。

## 歴史
地名の由来は、福井城外堀に設置された七つの主要な門のうちの一つであり、東側に開いた「日出御門」によるものである。地蔵町口の奥平門とともに、志比口に属していた。日出御門は枡方（小広場）を挟んで二重の城門となり、内側の門は南側に、外側の門は東側に向き、これを中島二ツ門とも呼ばれていた。二重の門が造られた智勇は、近くに弾薬庫があったためである。日出御門は明治維新により撤去され、現在は福井地方合同庁舎が建っている。門の遺構を示す石碑が建てられている。

## 世帯数と人口
2018年（平成30年）5月1日現在の世帯数と人口は以下の通りである。
| 丁目         | 世帯数    | 人口    |
| ------------ | --------- | ------- |
| 日之出一丁目 | 171世帯   | 270人   |
| 日之出二丁目 | 246世帯   | 587人   |
| 日之出三丁目 | 274世帯   | 562人   |
| 日之出四丁目 | 275世帯   | 618人   |
| 日之出五丁目 | 275世帯   | 601人   |
| 計           | 1,241世帯 | 2,638人 |

## 小・中学校の学区
市立小・中学校に通う場合、学区は以下の通りとなる。
| 丁目         | 番・番地等      | 小学校             | 中学校           |
| ------------ | --------------- | ------------------ | ---------------- |
| 日之出一丁目 | 1～4番 16～18番 | 福井市旭小学校     | 福井市成和中学校 |
| 日之出一丁目 | 5〜7番 13〜15番 | 福井市日之出小学校 | 福井市成和中学校 |
| 日之出一丁目 | 8〜12番         | 福井市日之出小学校 | 福井市進明中学校 |
| 日之出二丁目 | 17番            | 福井市日之出小学校 | 福井市進明中学校 |
| 日之出二丁目 | 11〜16番        | 福井市日之出小学校 | 福井市成和中学校 |
| 日之出二丁目 | 1～10番         | 福井市旭小学校     | 福井市成和中学校 |
| 日之出三丁目 | 1～3番 16～17番 | 福井市旭小学校     | 福井市成和中学校 |
| 日之出三丁目 | 4〜7番 11〜15番 | 福井市日之出小学校 | 福井市成和中学校 |
| 日之出三丁目 | 8～10番         | 福井市日之出小学校 | 福井市進明中学校 |
| 日之出四丁目 | 全域            | 福井市日之出小学校 | 福井市成和中学校 |
| 日之出五丁目 | 6～16番         | 福井市日之出小学校 | 福井市成和中学校 |
| 日之出五丁目 | 1～5番          | 福井市日之出小学校 | 福井市進明中学校 |

## 交通

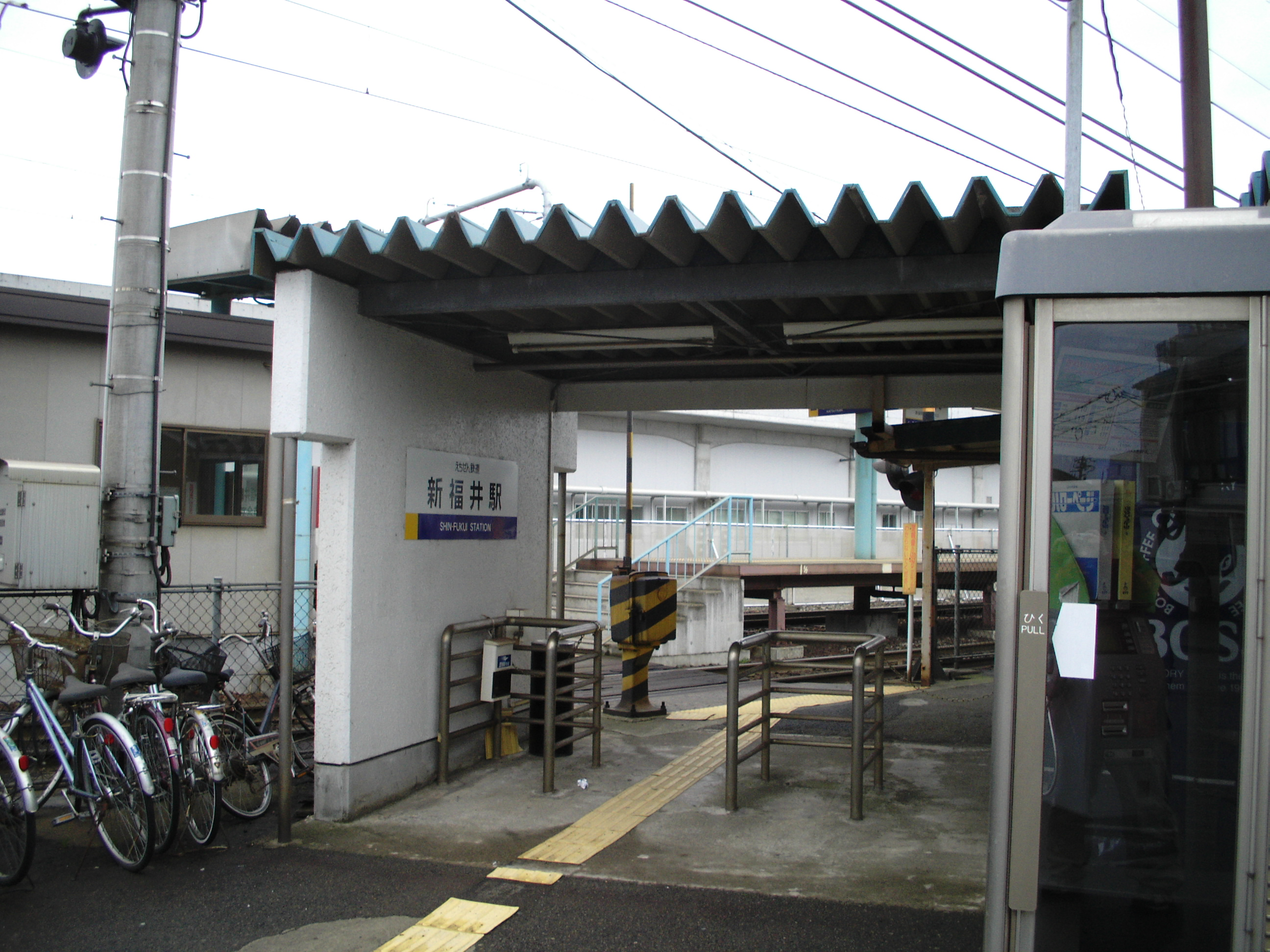
新福井駅

### 鉄道
えちぜん鉄道勝山永平寺線
- 新福井駅

### 道路
県道
- 福井県道179号淵上志比口線
- 福井県道114号吉野福井線
- 福井県道228号福井停車場勝見線

## 施設
教育
- 福井市日之出小学校
- 日之出保育園
- 城之橋幼稚園

寺社
- 報恩寺 - 単立の仏教寺院。
- 弘法寺 - 高野山真言宗の仏教寺院。
- 法専寺 - 浄土真宗本願寺派の仏教寺院。
- 鎮徳寺 - 曹洞宗の仏教寺院。
- 茂林院 - 曹洞宗の仏教寺院。
- 崇福寺 - 曹洞宗の仏教寺院。
- 妙長寺 - 日蓮宗の仏教寺院。
- 白山神社